# Spargania cyllene
Spargania cyllene är en fjärilsart som beskrevs av Druce 1893. Spargania cyllene ingår i släktet Spargania och familjen mätare. Inga underarter finns listade i Catalogue of Life.